# Sommerschafweide auf Irnestal und Guckenbühl
Das Gebiet Sommerschafweide auf Irnestal und Guckenbühl ist ein vom Landratsamt Münsingen am 31. Mai 1955 durch Verordnung ausgewiesenes Landschaftsschutzgebiet auf dem Gebiet der Gemeinde Mehrstetten.

## Lage
Das nur etwa 6,8 Hektar große Landschaftsschutzgebiet liegt südlich des Wohngebiets Greut-West und zieht sich entlang der Kreisstraße 6772 nach Südwesten bis zum Heutal. Es gehört zum Naturraum Mittlere Flächenalb.
Geologisch stehen Dolomit-Formationen des Unteren Massenkalks des Oberjura an.

## Landschaftscharakter
Im Landschaftsschutzgebiet befindet sich eine typische Wacholderheide, die bis heute von der Nutzung als Schafweide zeugt. Auch der Sukzessionswald auf den Guckenbühl weist noch einige Relikte der früheren Weidenutzung auf.